# Boucles de la Mayenne
La Boucles de la Mayenne è una corsa a tappe maschile di ciclismo su strada che si svolge annualmente nel dipartimento della Mayenne, in Francia. Riservata ai dilettanti fino al 2004, nel 2005 fu aperta ai professionisti e integrata nel circuito UCI Europe Tour come evento di classe 2.2.

## Albo d'oro
Aggiornato all'edizione 2025.
| Anno | Vincitore                             | Secondo                               | Terzo                                 |
| ---- | ------------------------------------- | ------------------------------------- | ------------------------------------- |
| 1975 | Alain Meslet                          |                                       |                                       |
| 1976 | Patrice Testier                       |                                       |                                       |
| 1977 | Patrick Guay                          |                                       |                                       |
| 1978 | Marc Gomez                            |                                       |                                       |
| 1979 | Marc Madiot                           |                                       |                                       |
| 1980 | Serge Coquelin                        |                                       |                                       |
| 1981 | Richard Tremblay                      |                                       |                                       |
| 1982 | Serge Coquelin                        |                                       |                                       |
| 1983 | Hubert Graignic                       |                                       |                                       |
| 1984 | Serge Coquelin                        |                                       |                                       |
| 1985 | Zbig Krazniak                         |                                       |                                       |
| 1986 | Gaëtan Leray                          |                                       |                                       |
| 1987 | Philippe Dalibard                     |                                       |                                       |
| 1988 | Laurent Bezault                       |                                       |                                       |
| 1989 | Philippe Dalibard                     |                                       |                                       |
| 1990 | Jean-Cyril Robin                      |                                       |                                       |
| 1991 | Pascal Basset                         |                                       |                                       |
| 1992 | Pascal Hervé                          |                                       |                                       |
| 1993 | David Derique                         |                                       |                                       |
| 1994 | Gérald Bigot                          |                                       |                                       |
| 1995 | Stéphane Conan                        |                                       |                                       |
| 1996 | David Delrieu                         |                                       |                                       |
| 1997 | Christophe Thebault                   |                                       |                                       |
| 1998 | Martial Locatelli                     |                                       |                                       |
| 1999 | Stéphane Pétilleau                    |                                       |                                       |
| 2000 | Stéphane Pétilleau                    | Frédéric Delalande                    | Guillaume Judas                       |
| 2001 | Arnaud Chauveau                       | Yuriy Krivtsov                        | Stéphane Cougé                        |
| 2002 | Freddy Bichot                         | Frédéric Lecrosnier                   | Franck Champeymont                    |
| 2003 | Sandro Guttinger                      | Bastiaan Giling                       | David Le Lay                          |
| 2004 | Sébastien Duret                       | Cyril Lemoine                         | Jean-Luc Delpech                      |
| 2005 | Aljaksandr Kučynski                   | Andrey Pchelkin                       | Stefano Boggia                        |
| 2006 | Koji Fukushima                        | Markus Eichler                        | Nicolas Rousseau                      |
| 2007 | Nicolas Vogondy                       | Bobbie Traksel                        | Niels Albert                          |
| 2008 | Freddy Bichot                         | Frank Charrier                        | Thomas Berkhout                       |
| 2009 | Janek Tombak                          | Rémi Cusin                            | Lilian Jégou                          |
| 2010 | Jérémie Galland                       | Grégory Habeaux                       | Guillaume Malle                       |
| 2011 | Jimmy Casper                          | Sébastien Turgot                      | Steven Tronet                         |
| 2012 | Laurent Pichon                        | Nico Sijmens                          | Alexandr Pliuschin                    |
| 2013 | David Veilleux                        | Marc Fournier                         | Florian Vachon                        |
| 2014 | Stéphane Rossetto                     | Brice Feillu                          | Mike Teunissen                        |
| 2015 | Anthony Turgis                        | Andrea Pasqualon                      | Pierre-Luc Périchon                   |
| 2016 | Bryan Coquard                         | Anthony Delaplace                     | Thomas Boudat                         |
| 2017 | Mathieu van der Poel                  | Johan Le Bon                          | Clément Venturini                     |
| 2018 | Mathieu van der Poel                  | Romain Seigle                         | Eli Iserbyt                           |
| 2019 | Thibault Ferasse                      | Mauricio Moreira                      | Bryan Coquard                         |
| 2020 | annullata per la Pandemia di COVID-19 | annullata per la Pandemia di COVID-19 | annullata per la Pandemia di COVID-19 |
| 2021 | Arnaud Démare                         | Philipp Walsleben                     | Kristoffer Halvorsen                  |
| 2022 | Benjamin Thomas                       | Benoît Cosnefroy                      | Alex Aranburu                         |
| 2023 | Oier Lazkano                          | Arnaud Démare                         | Axel Zingle                           |
| 2024 | Alberto Bettiol                       | Benoît Cosnefroy                      | Axel Zingle                           |
| 2025 | Aaron Gate                            | Pierre Latour                         | Thibaud Gruel                         |